# Indigofera campestris
Indigofera campestris är en ärtväxtart som beskrevs av George Bentham. Indigofera campestris ingår i släktet indigosläktet, och familjen ärtväxter.

## Underarter
Arten delas in i följande underarter:
- I. c. angustifolia
- I. c. campestris
- I. c. intermedia